# Fòsfor (substància fosforescent)

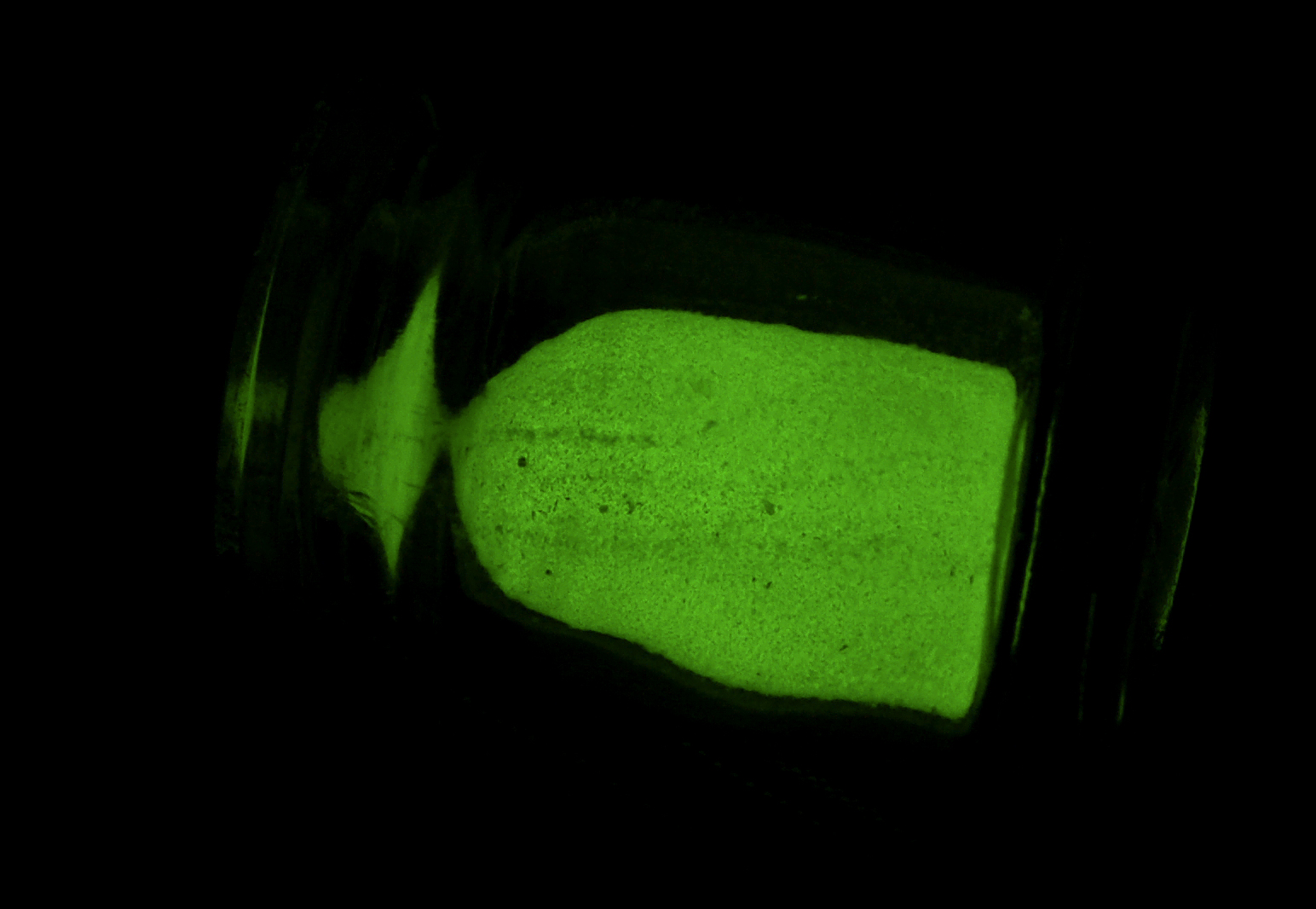
Exemple de Fluorescència

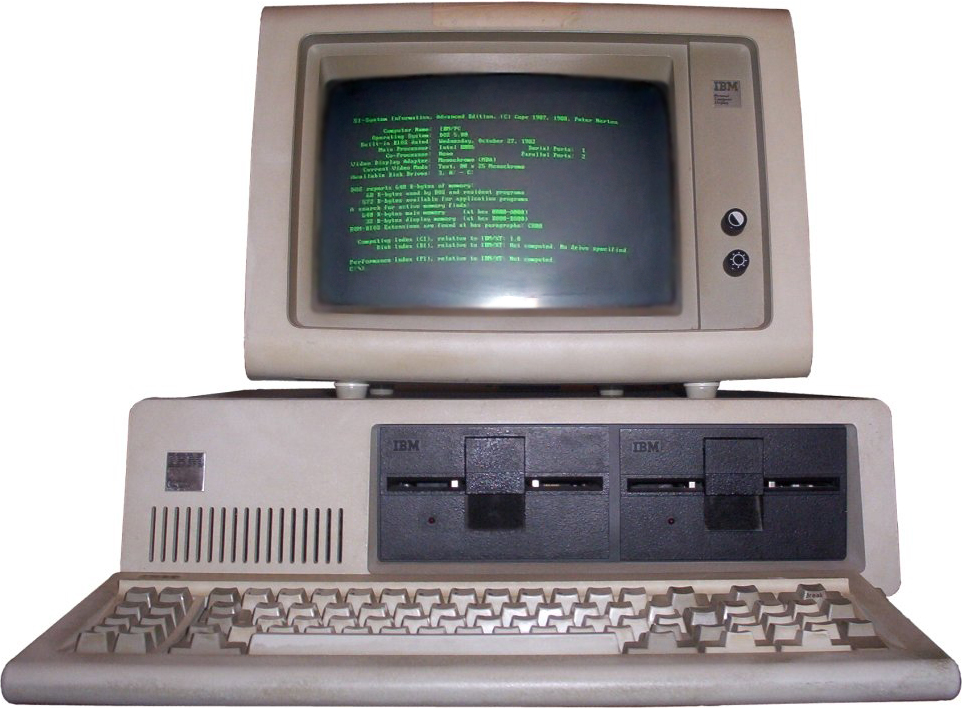
Monitor monocromàtic

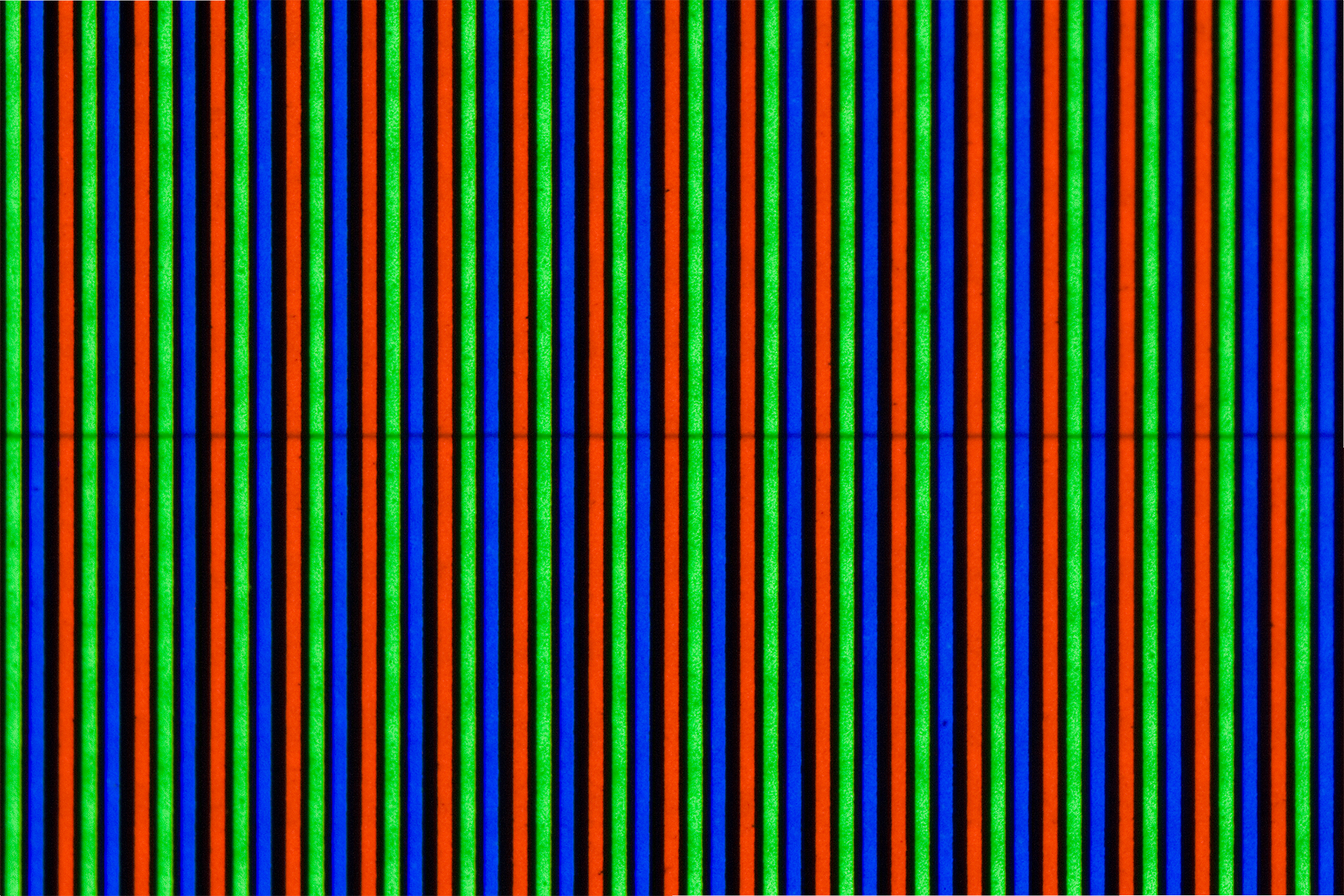
Fòsfors en un tub CRT de reixeta d'obertura

Un fosforòfor, de forma més general, és una substància que exhibeix el fenomen de luminescència. Fàcilment confusible, aquest terme engloba els materials fosforescents, que mostren un decaïment lent en la brillantor (més d'unmil·lisegon), i els materials fluorescents, on el decaïment d'emissió només dura unes desenes de nanosegons. Els materials fosforescents són coneguts pel seu ús en pantalles de radar i joguines que brillen en la foscor, mentre que els materials fluorescents són comuns en pantalles CRT, sensors i LEDS blancs.
Els fosforòfors són compostos de metalls de transició o compostos de terres rares de diverses classes. Els usos més comuns dels fosforòfors es troben en els tubs de raigs catòdics (CRT) emprats principalment en pantalles, i en llums fluorescents. Els fosforòfos dels tubs CRT van ser estandarditzats aproximadament des de la Segona Guerra Mundial i són nomenats mitjançant la lletra P seguida d'un número.
El fòsfor, l'element químic que ha donat el nom al fenomen de fosforescència, pot emetre llum sota certes condicions, però aquesta és deguda a la quimioluminiscència, i no a la fosforescència.

## Principis
Un material pot emetre llum en forma d'incandescència, en el qual tots els seus àtoms irradien energia lumínica, o per luminescència, quan només una petita porció dels àtoms, anomenats nuclis d'emissió o centres de luminescència n'emeten. En fosforòfors orgànics, les heterogeneïtats en l'estructura cristal·lina són creades usualment per l'addició d'impureses dopadores conegudes com a activadors. (En casos estranys la dislocació o un altre defecte en el vidre pot ocupar el lloc de les impureses per produir el mateix efecte.) La longitud d'ona de la llum generada pel nucli d'emissió depèn de l'àtom emissor i de l'estructura cristal·lina al seu voltant.
El procés de centelleig en materials inorgànics es deu a l'estructura de banda electrònica que es troba en els cristalls. Una partícula entrant pot excitar un electró des de la banda de valència a la ja sigui a la banda de conducció o la de l'excitó (situat just per sota de la banda de conducció i separada de la banda de valència per una banda prohibida). Això deixa un forat associat darrere, a la banda de valència. Les impureses creen nivells electrònics a la banda prohibida. Els excitons estan lligats a parells electró-forat que vaguen a través de l'estructura cristal·lina fins que són capturats completament pels centres d'impuresa. Aquests últims, a continuació, ràpidament perden l'excitació en emetre llum centellejant (component ràpid).
En cas de centellejadors inorgànics, les impureses activadores es trien típicament de manera que la llum emesa estigui en el marge visible o proper a l'UV on els fotomultiplicadors són eficaços. Els forats associats amb els electrons a la banda de conducció són independents d'aquest últim. Aquests forats i electrons són capturats successivament per centres d'impureses excitant certs estats metaestables no accessibles als excitones. El retard en la pèrdua d'excitació d'aquests estats d'impuresa metaestable, frenat per la dependència en el mecanisme prohibit de baixa-probabilitat, en resulta de nou l'emissió de llum (component lent).